# Dransfeld
Dransfeld település Németországban, azon belül Alsó-Szászország tartományban. Lakosainak száma 4381 fő (2023. december 31.).

## Népesség
A település népességének változása:
| Lakosok száma | 4380 | 4345 | 4327 | 4344 | 4367 | 4398 | 4378 | 4381 |
|               | 2014 | 2015 | 2016 | 2017 | 2019 | 2021 | 2022 | 2023 |